# Julio Vanzo
Julio Vanzo (12 de octubre de 1901 - 10 de diciembre de 1984) fue un artista argentino nacido en la ciudad de Rosario, provincia de Santa Fe. Desciende de una familia de pintores provenientes del estado de Tirol en Austria. 

## Biografía
Vanzo presentó su primera muestra individual en 1919, en la galería Witcomb de Rosario. A esta le siguieron otras muestras en las galerías de Müller, Péuser, Kraft, Velázquez y Bonino. En 1941 fue invitado a participar de una muestra junto a Lucio Fontana, Domingo Candia y Pettoruti por el propio Pettoruti, la cual tuvo lugar en la Riverside Gallery de Nueva York. Compartió su taller con Fontana por alrededor de 15 años. En 1945 fue convocado a concursar por la beca Guggenheim.
En 1953 expuso en Nueva York una serie de zincografías sobre el Martín Fierro. Sus obras fueron expuestas en numerosos salones nacionales y provinciales, con lo cual recibió numerosas distinciones. 
En 1964 realizó la versión definitiva del escudo de Rosario, con indicaciones del Dr. Julio Marc y el Ing. Ángel Guido.
En sus últimos años la temática de sus obras giraba alrededor del tango. Murió en el año 1984. 
En el año 2006 se pintó una representación a escala enorme de su obra Bandoneón en la pared de un edificio de Rosario, como parte de un proyecto municipal.
Estuvo casado con la escritora Rosa Wernicke (1907-1971).

## Trayectoria  artística
En sus inicios pinta dentro de un naturalismo con algunas características impresionistas. Más adelante, se aparta de esta línea y, con influencias de Berni, se aproxima al expresionismo, y, siguiendo a Petorutti, al cubismo. Es un buen dibujante, un pintor con sólido dominio del color y capacidad de expresión.
Vanzo es nada menos que de uno de los principales referentes de la escena artística de la ciudad,formó parte en los años 40 del grupo "Plásticos independientes de Rosario" y fue secretario de la Comisión Municipal de Bellas Artes.

## Biblioteca
El estudio del artista situada en Cochabamba 2010 que fuese realizada por Ermete de Lorenzi a principios de siglo XX, se convertirá en la sede del Instituto de investigación, conservación y restauración de la Secretaría de Cultura y Educación de la Municipalidad de Rosario. Tras un juicio sucesorio que se extendió por varios años ante la disputa por los bienes que planteó una de las herederas, el municipio tomó posesión del inmueble y se encuentra realizando obras de rehabilitación de la vivienda como espacio cultural. Vanzo compartió su casa-estudio-taller con Lucio Fontana.